# Пајн Риџ (округ Колијер, Флорида)
Пајн Риџ (енгл. Pine Ridge, Collier County) насељено је место без административног статуса у америчкој савезној држави Флорида.

## Демографија
По попису из 2010. године број становника је 1.918, што је 47 (-2,4%) становника мање него 2000. године.
| Група             | 2000.         | 2010.         |
| Белци             | 1.866 (95,0%) | 1.706 (88,9%) |
| Афроамериканци    | 19 (1,0%)     | 23 (1,2%)     |
| Азијати           | 9 (0,5%)      | 25 (1,3%)     |
| Хиспаноамериканци | 61 (3,1%)     | 154 (8,0%)    |
| Укупно            | 1.965         | 1.918         |